# Raşit Tahsin

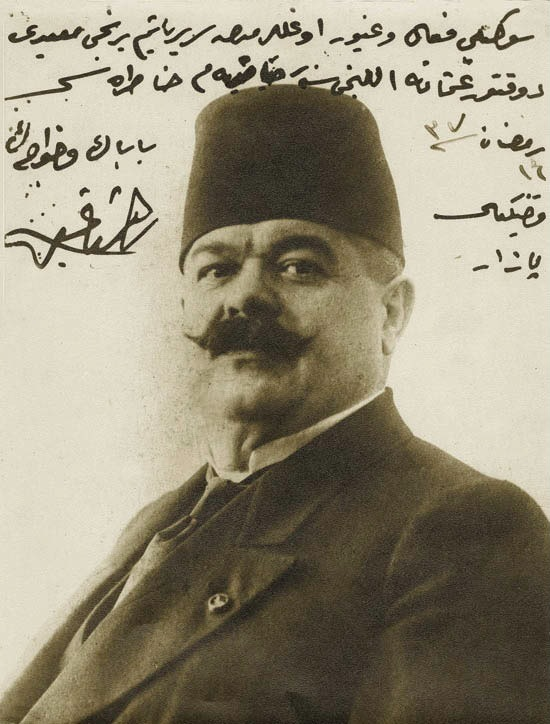
Raşit Tahsin

Raşit Tahsin (ur. 1870 w Stambule, zm. 6 lutego 1936 tamże) – turecki lekarz psychiatra, pierwszy wykładowca psychiatrii w Turcji. W 1893 roku uczył się w Niemczech, był uczniem Emila Kraepelina w klinice w Heidelbergu. W 1920 roku wydał podręcznik psychiatrii Seririyat-i Akliye Dersleri. Chorował psychicznie.